# Charles Clapper
Charles Clapper (n. 20 decembrie 1875, Memphis, Tennessee, SUA – d. 14 septembrie 1937, Chicago, Illinois, SUA) a fost un luptător ce a reprezentat Statele Unite ale Americii, medaliat olimpic. A participat la o ediție a Jocurilor Olimpice (1904) în care a câștigat o medalie de bronz.

## Participări
Lista de mai jos prezintă principalele competiții la care a participat Charles Clapper de-a lungul carierei.
- wrestling at the 1904 Summer Olympics – men's freestyle featherweight[*]